# Sedum obtusipetalum
Sedum obtusipetalum là một loài thực vật có hoa trong họ Crassulaceae. Loài này được Franch. miêu tả khoa học đầu tiên năm 1896.